# Peltosalmi
Peltosalmi är en tätort (finska: taajama) i Idensalmi stad (kommun) i landskapet Norra Savolax i Finland. Vid tätortsavgränsningen den 31 december 2021 hade Peltosalmi 722 invånare och omfattade en landareal av 3,33 kvadratkilometer.